# Krissy Lynn
Krissy Lynn (Salt Lake City, 14 dicembre 1984) è un'attrice pornografica statunitense.

## Biografia e carriera pornografica
Krissy si è laureata in Scienze della Salute e nel frattempo si pagava gli studi lavorando come spogliarellista a Las Vegas. Successivamente ha fatto il suo debutto nell'industria per adulti nel 2007, quando aveva 23 anni, con il film I love big toys 19.
Nel corso della sua carriera Krissy Lynn ha lavorato con una serie di studi di produzione di film per adulti tra cui Brazzers, Naughty America, Digital Sin, Jules Jordan Video, Elegant Angel e Evil Angel. Krissy ha lavorato con numerose altre stelle del porno come Shyla Stylez, Kelly Divine e Tori Black.
Krissy Lynn, Andy San Dimas e Ron Jeremy sono comparsi in un video per la promozione del gioco Fairytale Fights; Krissy appare nel video vestita da Cappuccetto Rosso, Andy San Dimas vestita da Biancaneve.
Nel 2011 ha ottenuto il suo unico AVN per la miglior scena tra due ragazze e un ragazzo per The Condemned. Nel 2015 ha lanciato KrissyLynnVip.com, il suo sito ufficiale.

## Riconoscimenti
- AVN Awards
  - 2011 – Best Three-Way Sex Scene (G/G/B) per The Condemned con Kimberly Kane e Mr. Pete.[7]

## Filmografia
- 2 Chicks Same Time 6 (2009)
- All Ditz and Jumbo Tits 10 (2009)
- Big Breasted Nurses 2 (2009)
- Big Tits at Work 7 (2009)
- Black Cocks Tiny Teens 8 (2009)
- Black Shack 2 (2009)
- Blonde Bombs (2009)
- Blow Me Sandwich 14 (2009)
- Chain Gang 2 (2009)
- Cock Crazy Teens (2009)
- Crude Oil 4 (2009)
- Dirty Minds (2009)
- Doctor Adventures.com 5 (2009)
- Flying Solo 2 (2009)
- Foot Tuggers (2009)
- Fucked on Sight 7 (2009)
- Greased and Oiled (2009)
- Hustler's Untrue Hollywood Stories: Paris (2009)
- I Love Big Toys 19 (2009)
- Interracial Cheerleader Orgy (2009)
- Jack's Giant Juggs 2 (2009)
- Jesse Jane: Dirty Movies (2009)
- My Sexy Life 2 (2009)
- Naughty Office 15 (2009)
- Need For Seed 4 (2009)
- Pornstarslick (2009)
- Revenge Inc. (2009)
- Scared Sexy (2009)
- Sex and Submission 6550 (2009)
- Sex and Submission 6936 (2009)
- Sex In My PJ's 1 (2009)
- She's Got Big Boobs 2 (2009)
- Show Me Your Tits 1 (2009)
- Sorority Sex Scandals (2009)
- Sportin' Big Boobs (2009)
- Super Size My Snatch 5 (2009)
- This Ain't Ghost Hunters XXX (2009)
- This Ain't Happy Days XXX 2: Fonzie Luvs Pinky (2009)
- Whack Jobs 5 (2009)
- Whore It Up (2009)
- Without Restraint (2009)
- 11th Hole (2010)
- 4 in da' Ho 1 (2010)
- Anal Starlets (2010)
- Asstounding 2 (2010)
- Bangover (2010)
- BatFXXX: Dark Knight Parody (2010)
- Big Tits at School 10 (2010)
- Big Tits Boss 15 (2010)
- Big Tits in Sports 5 (2010)
- Big Wet Asses 18 (2010)
- Big Wet Butts 3 (2010)
- Black Shack 1 (2010)
- Bombshell Bottoms 7 (2010)
- Bonny and Clide (2010)
- Bra Busters 1 (2010)
- Burning Passion (2010)
- Busty POV (2010)
- Busty Solos (2010)
- Butt Licking Anal Whores 14 (2010)
- Butts Tits Feet Mouth Dick Pussy 2 (2010)
- Condemned (2010)
- Dcups.com (2010)
- Dinner Affair (2010)
- Double D-Licious (2010)
- Evil Cuckold 1 (2010)
- Fluffers 8 (2010)
- Fuck Team 5 9 (2010)
- Hard at Work (2010)
- Hocus Pocus XXX (2010)
- In the VIP 4 (2010)
- Inside Story (2010)
- Jet Fuel 3 (2010)
- Maximum Climax (2010)
- Monsters of Cock 22 (2010)
- Monsters of Cock 25 (2010)
- My Ideal World (2010)
- Naughty Athletics 10 (2010)
- Naughty Country Girls 2 (2010)
- Not MASH XXX (2010)
- Nymphomaniac (2010)
- Octopussy: A XXX Parody (2010)
- Official Survivor Parody (2010)
- Pervert (2010)
- Phat Ass White Booty 6 (2010)
- Pornstars Like It Big 8 (2010)
- Slick Ass Girls 1 (2010)
- Slumber Party 1 (2010)
- Slutty and Sluttier 11 (2010)
- Snort That Cum 5 (2010)
- Sorry Daddy, Whitezilla Broke My Little Pussy 6 (2010)
- Strip for Me (2010)
- Sunshine Highway 2 (2010)
- Taxi: A Hardcore Parody (2010)
- That's My Girl (2010)
- Tiger's Got Wood (2010)
- Titterific 5 (2010)
- White Girls Get Busy 2 (2010)
- Working Girls (2010)
- Ass Parade 32 (2011)
- Ass Worship 13 (2011)
- Assfucked Sluts (2011)
- Best Of Cuckold Fantasies POV 4 (2011)
- Big Boob Blondes (2011)
- Big Dick Gloryholes 8 (2011)
- Big Tits at School 13 (2011)
- Blowjob Winner 11 (2011)
- Bound Gang Bangs 15194 (2011)
- Buttman's Stretch Class 5 (2011)
- Butts 101 (2011)
- Cuckold Club 2 (2011)
- Cum for Me (2011)
- Deep Throat This 49 (2011)
- Everything Butt 12599 (2011)
- Everything Butt 15226 (2011)
- Everything Butt 16724 (2011)
- Everything Butt: Anal Punishment (2011)
- Evil Anal 14 (2011)
- Facesitters in Heat 23 (2011)
- Facesitters in Heat 25 (2011)
- Facesitters in Heat 29 (2011)
- Fuck a Fan 14 (2011)
- Handjob Winner 11 (2011)
- Home Invasion (2011)
- Hot Blonde Bimbos (2011)
- I Only Drop for Big Cocks (2011)
- Interracial Blow Bang 4 (2011)
- Kinky Sex (2011)
- Monster Curves 13 (2011)
- Naughty Office 24 (2011)
- Nothing But Sexxx 2 (2011)
- Pornstars Punishment 3 (2011)
- POV Cuckold 10 (2011)
- POV Life 2 (2011)
- Private Massage Room (2011)
- Public Disgrace 12750 (2011)
- Rocco's Psycho Love 3 (2011)
- Sex and Submission 14428 (2011)
- Suck Balls 2 (2011)
- This Ain't Dracula XXX (2011)
- Throated 33 (2011)
- Toy Sluts (2011)
- 2 Chicks Same Time 12 (2012)
- Against Her Will 2 (2012)
- Anal Car Wash Angels (2012)
- Ass Factor 1 (2012)
- Ass Masterpiece 9 (2012)
- Ass Party 1 (2012)
- Asses of Face Destruction 11 (2012)
- Babe Buffet: All You Can Eat (2012)
- Back Side Bounce 6 (2012)
- Best of Facesitting POV 15 (2012)
- Beyond The Call Of Booty 5 (2012)
- Big Boob Orgy 3 (2012)
- Big Booty Shakedown 2 (2012)
- Big Butts Like It Big 9 (2012)
- Big Tits in Sports 11 (2012)
- Big Wet Butts 7 (2012)
- Booty Shorts (2012)
- Cock Sucking Challenge 17 (2012)
- Crack Fuckers (2012)
- Day With A Pornstar 2 (2012)
- Everything Butt 17568 (2012)
- Everything Butt 22364 (2012)
- Everything Butt 26090 (2012)
- Everything Butt 26094 (2012)
- Femdom Ass Worship 13 (2012)
- Forever Love: Trust (2012)
- Friends With Benefits (2012)
- Fucking Machines 27006 (2012)
- Fucking Machines 27007 (2012)
- Gasp, Gag And Gape 2 (2012)
- Girl Games 3 (2012)
- Home Affairs (2012)
- Internal Damnation 5 (2012)
- Just Tease 3 (2012)
- Lesbian Rehab (2012)
- Mandingo Massacre 6 (2012)
- Milk Nymphos 3 (2012)
- Mom's Cuckold 11 (2012)
- Monsters of Cock 34 (2012)
- Monsters of Cock 36 (2012)
- My Dad's Hot Girlfriend 10 (2012)
- My Naughty Massage 2 (2012)
- My Pussy Is Open Fuck Me (2012)
- Official The Client List Parody (2012)
- Oil Overload 7 (2012)
- Raw 9 (2012)
- Road Queen 22 (2012)
- Sassy Ass (2012)
- Sex and Submission 21250 (2012)
- She's So Anal (2012)
- Spin Class Ass (2012)
- Sweet Bone Alabama (2012)
- Swimsuit Calendar Girls 2012 (2012)
- Teen Cams Hacked 2 (2012)
- Tit-illation (2012)
- Titterific 16 (2012)
- Tonight's Girlfriend 1 (2012)
- Toy For Her Boy (2012)
- Truth About O (2012)
- Wet Tits (2012)
- White Booty Clappin (2012)
- 3 On Their Knees (2013)
- Adventures in Eden (2013)
- Anal Inferno 2 (2013)
- Big Titty MILFs 20 (2013)
- Blondes Love It Black 5 (2013)
- Booty Pageant (2013)
- Cuckold Stories 8 (2013)
- Don't Tell My Husband 3 (2013)
- DP My Wife With Me (2013)
- Elastic Assholes 11 (2013)
- Everybody Loves Sara Sloane (2013)
- Everything Butt 28269 (2013)
- Everything Butt 28829 (2013)
- Everything Butt 29885 (2013)
- Everything Butt 32084 (2013)
- Foot Worship 29589 (2013)
- Foot Worship 33467 (2013)
- Gangbang Auditions 26 (2013)
- It's Okay She's My Mother In Law 12 (2013)
- Juicy White Anal Booty 7 (2013)
- Laly's Hardcore Wet Dreamz (2013)
- Lex's Breast Fest (2013)
- Mothers Teaching Daughters How To Suck Cock 14 (2013)
- My Wife Caught Me Assfucking Her Mother 5 (2013)
- My Wife's Hot Friend 20 (2013)
- Office Secrets (2013)
- Orgy Masters 2 (2013)
- Raw 13 (2013)
- Real Wife Stories 15 (2013)
- Road Queen 26 (2013)
- Sex and Submission 30775 (2013)
- She's a Handful 2 (2013)
- Thick White Asses 3 (2013)